# William Talman (arquitecto)

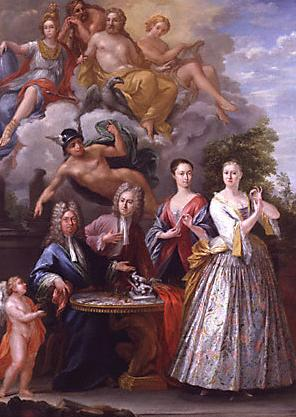
William Talman, su hijo John Talman, su hija Frances Cokayne y su esposa, Hannah Talman, retratados por Giuseppe Grisoni (de izquierda a derecha, NPG)

William Talman (1650 – 1719) fue un arquitecto inglés. 
Pupilo de Christopher Wren, el trabajo más famoso de Talman es Chatsworth House considerada la primera vivienda privada barroca en Inglaterra. Talman tenía fama de ser un hombre rudo y malhumorado, difícil de tratar, y esta fue la razón por la que se eligió a John Vanbrugh como arquitecto de la mansión más notable del barroco inglés, el castillo de Howard.
Desde 1689 hasta 1702 William Talman fue nombrado Comptroller of the King's Works [Controlador de las Obras del Rey].
A lo largo de su carrera, Talman trabajó en numerosas country houses (casas de campo) inglesas como:
- Cannons, Edgware (1713);
- Dyrham Park, Gloucestershire (1698);
- Fetcham Park House (1699);
- Hanbury Hall, Worcestershire;[2]
- Herriard Park, Hampshire (c.1700);
- Kimberley Hall, Norfolk (c.1700);
- Lowther Castle, Cumbria (1692);
- Milton Hall, Peterborough (UA);[2]
- Swallowfield Park, Berkshire (1689);
- Uppark, West Sussex (c.1690, UA);
- Waldershare Park, Kent (1705, attributed).

## Galería de imágenes

Chatsworth House
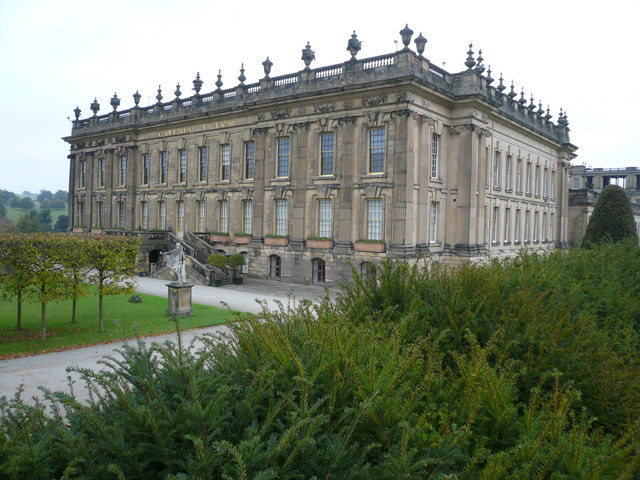
Chatsworth House, fachadas sur y este
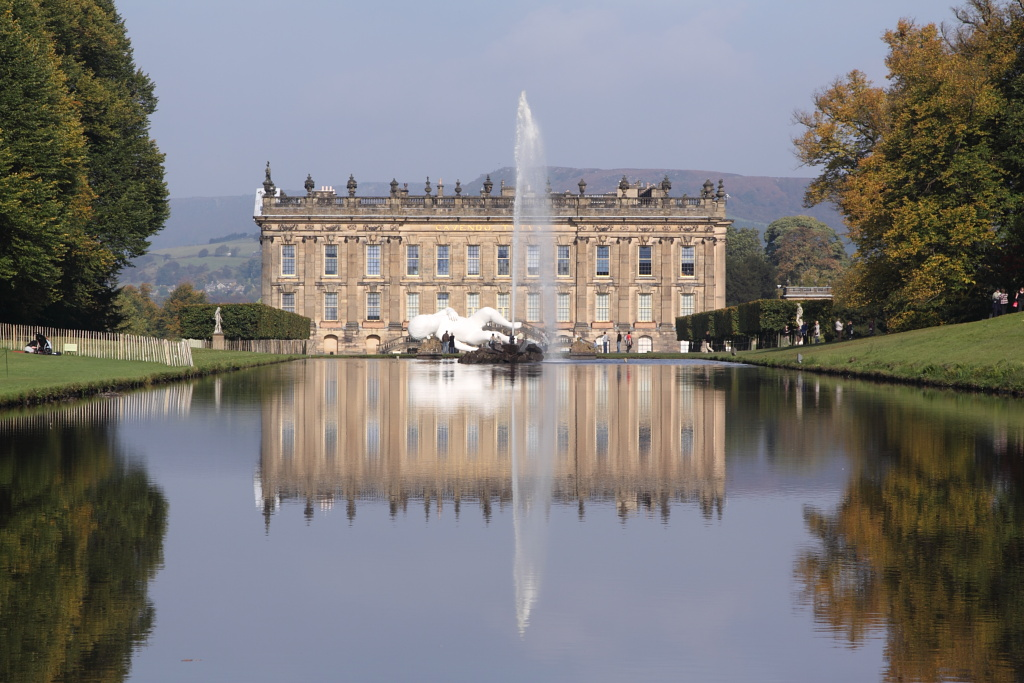
Chatsworth House, fachada sur
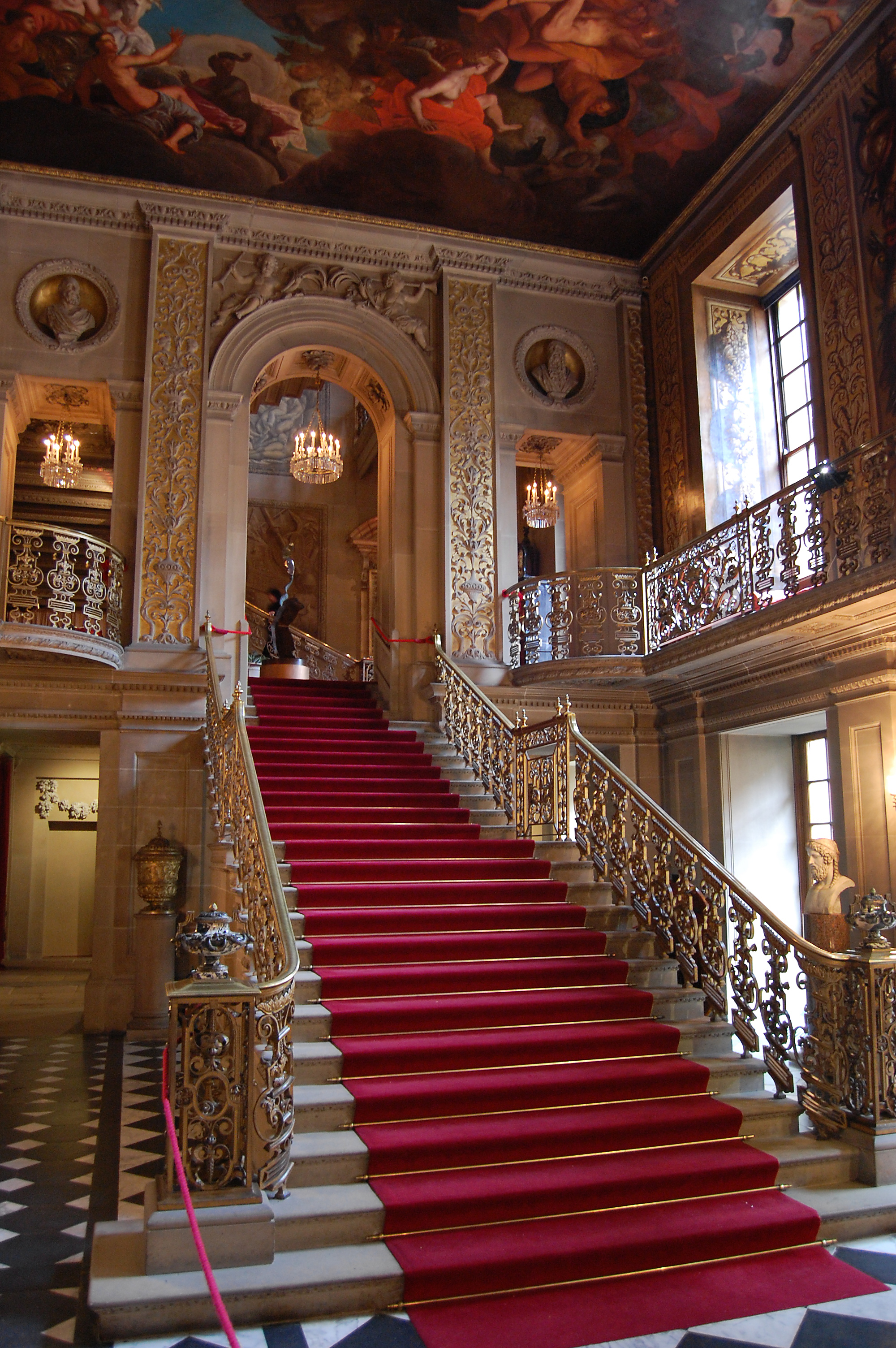
Chatsworth, Painted Hall
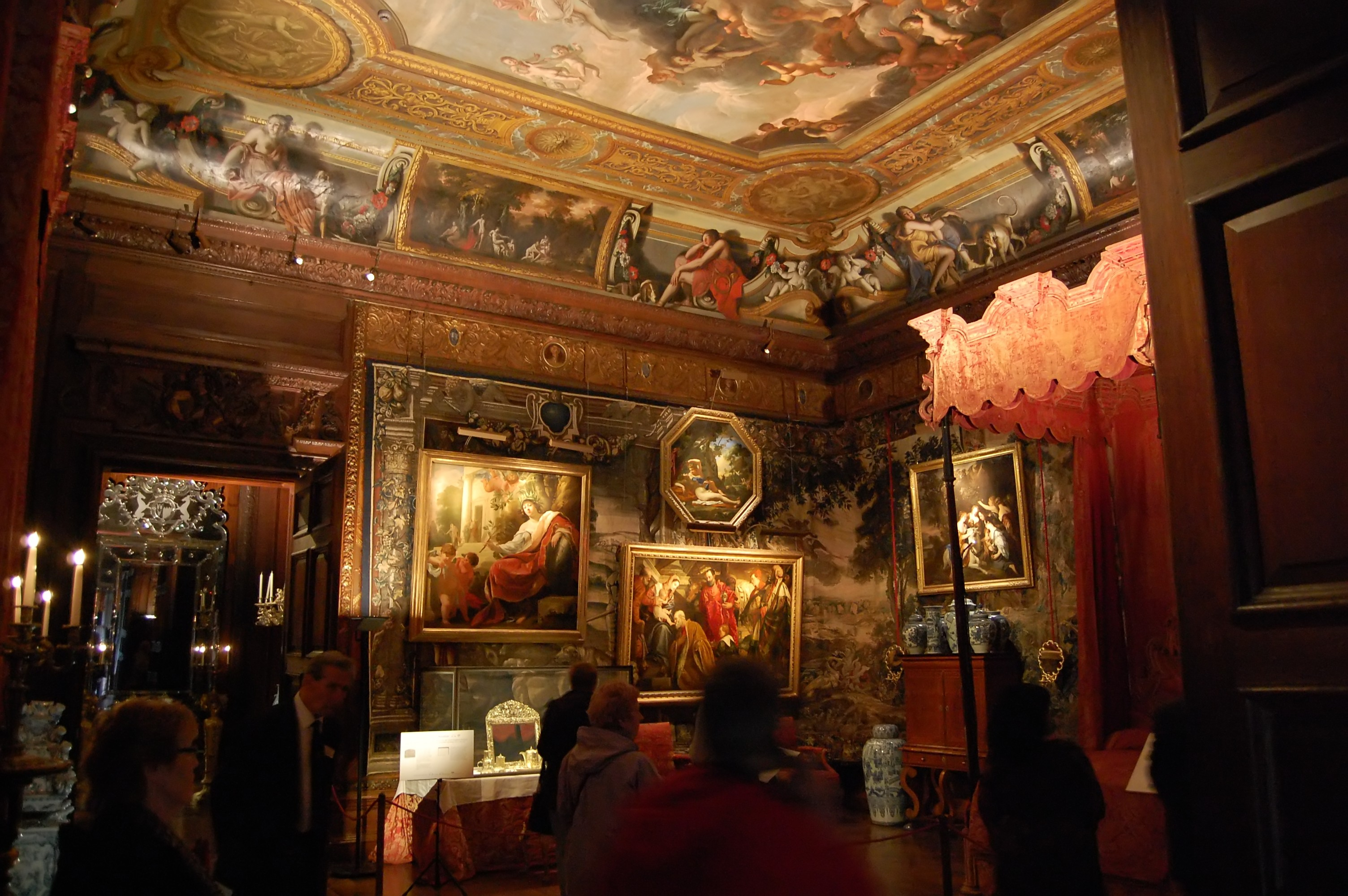
Chatsworth, State Bedroom

Otras obras de William Talman
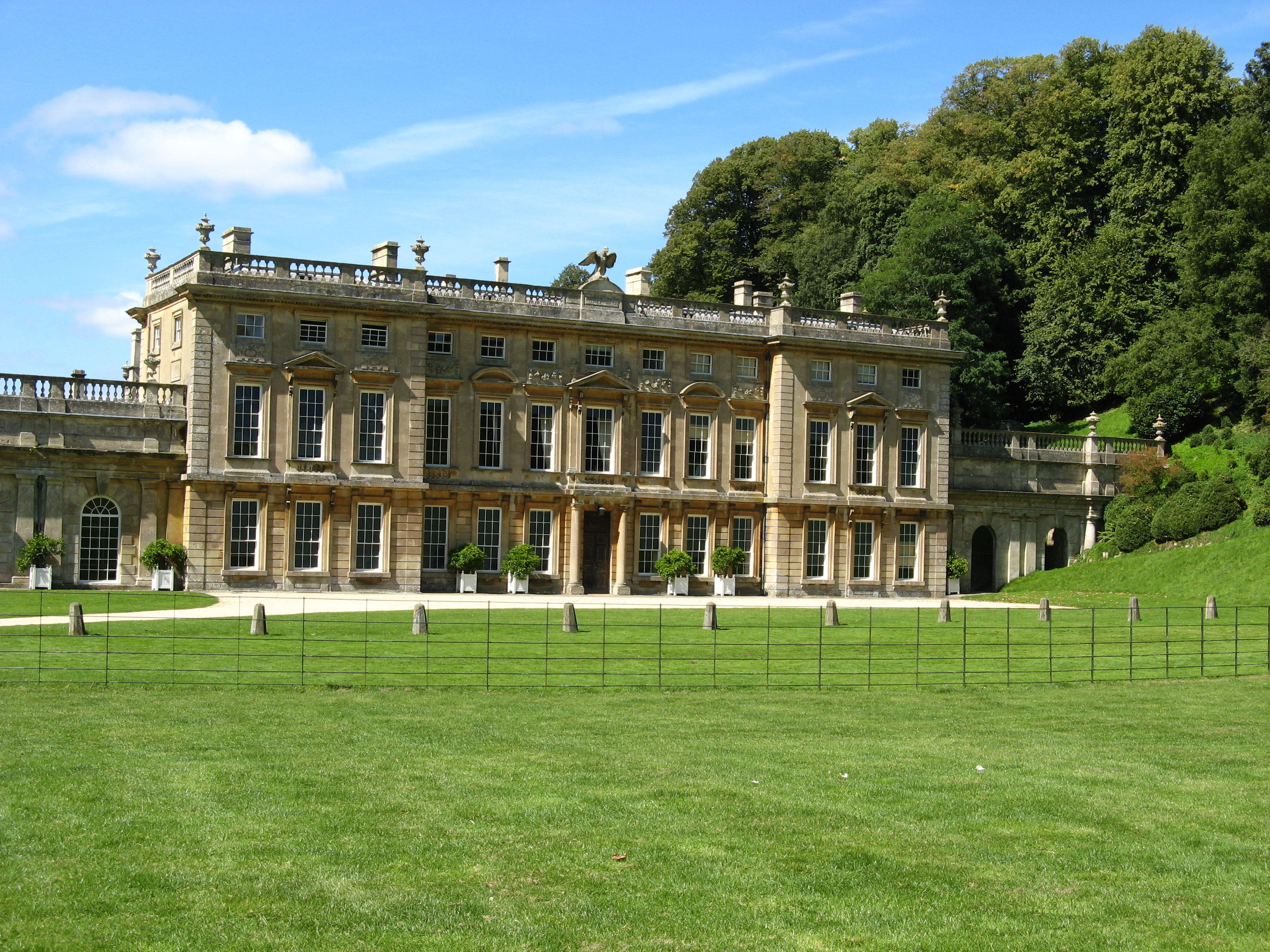
Dyrham House, fachada este
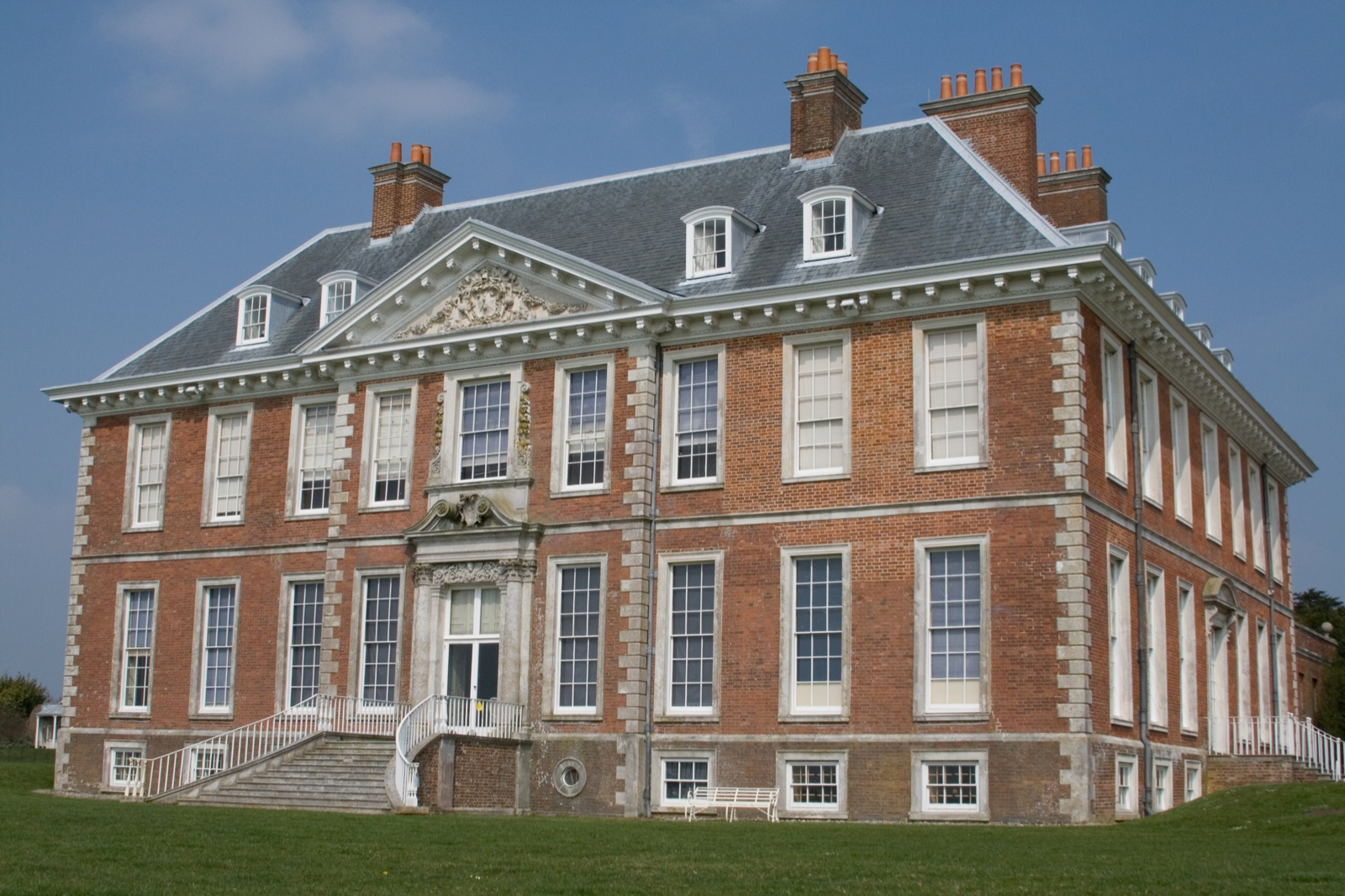
Uppark, fachada sur
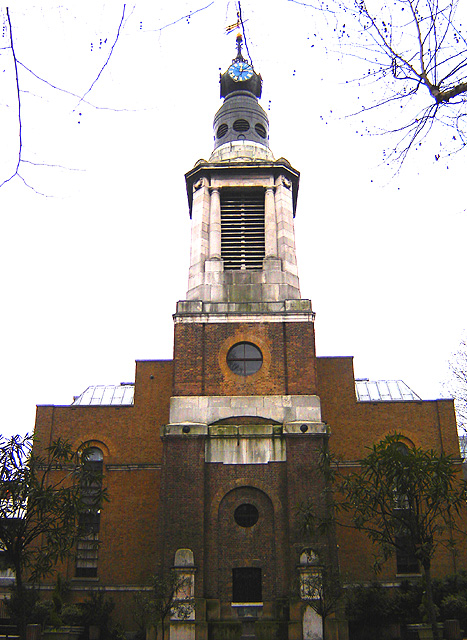
St. Anne's Soho
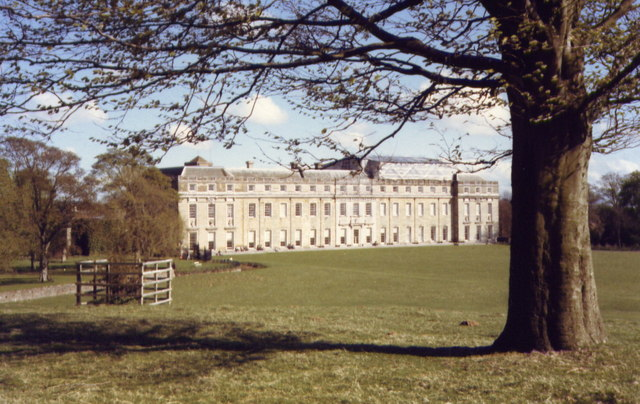
Petworth House West Sussex